# Crane, Indiana
Crane är en kommun (town) i Martin County i Indiana. Vid 2010 års folkräkning hade Crane 184 invånare.